# 飯野亨
飯野亨（いいの とおる、1959年3月7日 - ）は、日本の実業家。丸文株式会社取締役相談役、元代表取締役社長。

## 人物・経歴
1982年千葉商科大学商経学部卒業。1985年丸文株式会社入社。2013年システム営業本部長、2015年執行役員システム営業本部長、2017年取締役営業統轄本部統轄副本部長、2018年常務取締役営業統轄本部統轄副本部長、2020年1月代表取締役社長、2025年4月取締役相談役就任。